# Красногорское (Свердловская область)
Красногорское — село в городском округе Верхотурский Свердловской области России. Расположено на пути паломников, следующих на поклонение чудотворным мощам праведного Симеона. В селе имеется Спасская церковь, заложенная в 1802 году.

## Географическое положение
Село Красногорское расположено в 22 километрах (по автодороге в 26 километрах) к востоку-юго-востоку от города Верхотурья, на правом берегу реки Туры, на трёх холмах. Своё название село получило от красивого местоположения. Климат села отличается непостоянством: резкие переходы от тепла к холоду и ранние утренники составляют здесь обычное явление. Местность прихода покрыта хвойным лесом, усеяна топями и болотами, которые занимают большие пространства, влияя неблагоприятно на здоровье жителей и в то же время не принося населению никакой экономической пользы. Пашни и сенокосы расположены по лесным возвышенностям или «гривам»; впрочем, в последнее время понемногу начинается осушка болот, обращаемых первоначально в сенокосы. Селения и пашни, расположенные по отлогим берегам Туры, нередко весною затопляются, так что обработка пашен откладывается до просушки почвы по спаде воды. Село расположилось на пересечении старого Сибирского тракта и правого берега реки Тура, на пути паломников, следующих на поклонение чудотворным мощам праведного Симеона. Местное название села — Красная (красивая) Гора.

## История села
Заселение началось не ранее первой четверти XVII века. Фамилии большинства жителей с очевидностью свидетельствуют о том, что предки их были выходцами из внутренней России: таковы фамилии Устюжаниновых, Вагиных, Пинягиных и др. Село, возможно, было основано казаками атамана Ермака. Согласно Епархиальной Ведомости от 1901 года «в самом селе существует фамилия Ермаковых, которая напоминает прохождение по здешнему краю Ермака — покорителя Сибири. Следы этого прохождения остались и поныне: верстах в 40 от села, на юго-запад, среди волока Ермаком были брошены большие „дощаники“, которые тащили просекой на реку Туру. Остовы их сохранились и до настоящего времени и, по словам очевидцев, поросли мохом и даже елями».
В начале XX века сельчане — государственные крестьяне, главное занятие которых было земледелие и звероловство, сплав леса по Туре в город Тюмень, поставляли уголь на Салдинские заводы, добывание и обработка жерновых камней и сбор кедровых орехов. Занимались также выделкой деревянной посуды и плетением рогож.

## Спасская церковь
К 1680 году на Красногорском погосте имелась деревянная церковь Спаса Нерукотворного, которая упоминается в переписи 1680 года. Деревянная церковь сгорела в 1730 году «от напольного пожара»; вместе с ним, вероятно, сгорели и церковные документы. Второй храм был тоже деревянный, но совершения богослужений в нём, по причине его ветхости, в 1806 году было прекращено, св. антиминсы переданы пономарю Верхотурской Воскресенской церкви Феодору Трофимову Старцеву для доставления в Верхотурское духовное Правление, а самый храм в 1820 году был разобран по распоряжению Пермской Консистории от 12 Августа 1820 года.
31 мая 1802 года по благословению Иоанна, епископа Пермского и Екатеринбургского, была заложена третья каменная, трёхпрестольная церковь, правый придел который был освящён во имя великомученицы Екатерины 8 февраля 1804 года по благословенной грамоте Иустина, епископа Пермского и Екатеринбургского, священником Симеоном Белоусовым. 4 июля 1810 года был освящён главный храм в честь Нерукотворного Образа Спасителя. Церковь строилась на средства прихожан под наблюдением местного священника Стефана Земляницына. Постройка церкви обошлась в 5615 р. 89 2/7 копеек. За скорое построение храма прихожанам был дан похвальный лист от Иустина, епископа Пермского и Екатеринбургского. В 1821 году храм был обнесен каменною оградою и в северо-восточном углу было построено каменное здание для проживания просфорни, которое было приспособлено для приема паломников, идущих на поклонение св. мощам и могиле Праведного Симеона. По благословенной грамоте Антония, епископа Пермского был пристроен левый придел, который был освящён во имя святого Николая, архиепископа Мирликийского 28 октября 1875 года благочинным Г. В. Морозовым. При Красногорском храме в начале XX века имелся древний Нерукотворный образ Спасителя, который явился в давнее время. О явлении этого образа существовали два предания. По первому преданию, образ явился одной слепой девице, мывшей белье на реке Туре, когда река эта протекала ещё вблизи самого села. Слепая, промывая белье, вынуждена была отталкивать что-то ей мешающее и никакими усилиями оттолкнуть не могла. На просьбу её о помощи явились люди, увидели икону, но взять не решились. Непринятый образ поплыл вниз по течению, до деревни Паршиной, где тоже, вероятно, не решились принять его. Образ снова возвратился в село Красногорское. Но не взятый с реки и на этот раз, образ поплыл вверх по течению до дер. Торговой Горы, а оттуда опять, уже в третий раз, возвратился в село Красногорское, где, наконец, жители села приняли его с подобающею ему честию. Другое предание повествует о явлении образа иначе. В Верхотурье около 1683 г. был сильный пожар, и древний деревянный собор был объят пламенем, почему церковное имущество, утварь и иконы были вынесены за крепостную стену, на берег Туры. В числе других предметов была вынута из иконостаса и вынесена на берег и икона Спасителя, которая, упавши в Туру, приплыла по её течению в село Красногорское, где, при принятии её, было несколько чудотворений. Икона эта в вышину 1 арш. 10 в. и в ширину 1 арш. 5 ½ в. Живопись очень древняя, почерневшая, так что издали Лик трудно был различим. На задней стороне иконы была надпись, которую по древности письма нельзя было разобрать. С 1738 года, после бывшего в Верхотурье сильного пожара, не пощадившего и Верхотурский собор, икона эта ежедневно в субботу пред Пятидесятницею уносилась в Верхотурье, где оставалась до 30 Июня. В период этого времени граждане Верхотурья принимали святую Икону в свои дома для служения пред нею молебнов.
В 1903 году к 100-летию храма в церковной ограде была построена Спасская каменная часовня. Храм был закрыт в 1932 году. В советское время в здании размещались склад, клуб, магазин, спортзал. Храм был возвращён Русской православной церкви в 1992 году.

## Школа
С 1872 года в селе Красногорском существовало земское училище.

## Население
| 1873 | 2002 | 2010 | 2021 |
| ---- | ---- | ---- | ---- |
| 113  | ↗489 | ↘441 | ↘354 |